# MBDA MICA
El MBDA MICA (Missile d’interception et de combat aérien, «Misil de intercepción y combate aéreo») es un sistema de misil aire-aire de corto a medio alcance, «dispara y olvida» , todo tiempo y multi-objetivo. Está diseñado para ser usado tanto desde plataformas aéreas como desde unidades terrestres y también desde buques en los puede ser lanzado desde un sistema de lanzamiento vertical. Está provisto de un sistema de control por empuje vectorial.
Fue desarrollado por la compañía francesa Matra a partir de 1982. Las primeras pruebas fueron realizadas en 1991, y el misil fue puesto en servicio en 1996 para equipar a los cazas Rafale y Mirage 2000. Es un reemplazo del Matra Super 530 (intercepción) y del Magic II (dogfight). Pueden ser disparados dos misiles MICA en un intervalo de dos segundos.

## Características
Hay dos variantes de MICA; MICA RF tiene un buscador de radar activo y MICA IR tiene un buscador de infrarrojos de imagen. Ambos buscadores están diseñados para filtrar contramedidas, como las bengalas y los Chaff. Una unidad de control de vector de empuje instalada en el motor del cohete aumenta la agilidad del misil. El misil es capaz de bloquearse después del lanzamiento (LOAL), lo que significa que es capaz de atacar objetivos fuera del rango de adquisición en el lanzamiento del buscador. Montado en el Rafale, el MICA IR puede proporcionar imágenes IR al sistema central de procesamiento de datos, actuando así como un sensor adicional.
MICA también puede emplearse como un misil de superficie a aire de corto alcance. Está disponible en una versión terrestre, VL MICA, disparada desde un lanzador de cajas montado en un camión, y una versión naval, VL MICA-M, disparada desde un sistema de lanzamiento vertical equipado con un barco. El 23 de octubre de 2008, a las 15:30, en CELM, Biscarosse (Landas), un misil VL MICA realizó con éxito el último de sus 14 disparos de prueba, lo que significa que ahora está listo para la producción en masa. El avión no tripulado volaba a baja altura, sobre el mar, a 12 km de distancia; A pesar de esta distancia, MICA, equipado con un buscador de radar activo, se fijó en el objetivo y lo derribó.
Las corbetas demasiado pequeñas para tener el grande y costoso sistema de misiles Aster son los clientes más probables del VL MICA-M, que ofrece una capacidad similar a la del Aster 15 pero sin su refuerzo y el control vectorial PIF-PAF.
Mientras que el VL MICA tiene un rango anunciado de 20 km, el rendimiento aerodinámico se ve significativamente degradado en esos rangos. De 0 a 7 km, MICA tiene una maniobrabilidad de 50 g, sin embargo, a 12 km, se reduce a 30 g a medida que se pierde energía.

## Variantes
- MICA RF
- MiCA EM
- MICA IR
- VL MICA RF
- VL MICA IR
- VL MICA-M RF
- VL MICA-M IR
- MICA NG. Segunda generación de MICA diseñada contra objetivos sigilosos. El buscador de infrarrojos utilizará un sensor de matriz que proporciona una mayor sensibilidad. El buscador de radiofrecuencia utilizará una AESA (matriz de escaneado electrónico activo).

## Operadores

### Operadores actuales
Arabia Saudita
- Guardia Nacional de Defensa Aérea de Arabia Saudita: VL-MICA

 Botsuana
- Botswana Ground Force: VL MICA en el lanzador de proyectos, adquirido en 2016.

 Catar
- Fuerza Aérea de Catar

 Egipto
- Fuerza Aérea Egipcia: MICA EM / IR utilizada en aviones Rafale.

- Armada egipcia: VL MICA-M instalado en corbetas clase Gowind.

 Emiratos Árabes Unidos
- Fuerza Aérea de los Emiratos Árabes Unidos

- Armada de los Emiratos Árabes Unidos: VL MICA-M en un barco patrullero de clase Falaj 2

 Francia
- Armée de l'air: utilizada en aviones Mirage 2000-5 y Rafale.

- Marina nacional de Francia: utilizada en aviones Rafale M.

 Georgia
- Fuerza Aérea de Georgia: VL MICA junto con GroundMaster 200 y 400 radares de ThalesRaytheonSystems.

 Grecia
- Fuerza Aérea Helénica

 India
- Fuerza aérea india

 Marruecos
- Real Fuerza Aérea Marroquí

- Marina Real de Marruecos: VL MICA instalado en un diseño de clase Sigma.

 Omán
- Marina Real de Omán: utilizada en las corbetas clase Khareef.

 Singapur
- Marina de la República de Singapur: el buque de misión litoral clase Independencia está equipado con el VL MICA-M

 República de China
- Fuerza Aérea de la República de China: 960 comprados originalmente para equipar a los combatientes Mirage 2000-5 del RoCAF. El Instituto Nacional de Ciencia y Tecnología de Chung-Shan recibió la tarea de actualizar el misil en 2016.

### Futuros operadores
Malasia
- Marina Real de Malasia: VL MICA ha sido seleccionado para instalarse en seis fragatas clase Maharaja Lela

 Tailandia
- Real Ejército de Tailandia: VL MICA en un lanzador de cajas montado en camión

### Misiles similares
- RAFAEL Derby
- R-Darter
- A-darter
- AIM-132 ASRAAM
- IRIS-T
- AIM-9X Sidewinder